# Waiting Area
Waiting Area ist ein deutscher Dokumentarfilm aus dem Jahr 2012. Regie führten die Regisseurin Natalie Beer und die deutsche Schauspielerin Nora Tschirner, die damit ihr Regiedebüt gab.

## Inhalt
Der Begriff „Waiting Area“ ist die Bezeichnung einer medizinischen Einrichtung, in der Frauen aus abgelegenen Dörfern Äthiopiens in der letzten Schwangerschaftswoche auf die Geburt warten. Die Dokumentation prangert die mangelnde medizinische Versorgung und die patriarchalische Gesellschaft in der Region an und zeigt, welche Herausforderung eine Schwangerschaft für die dort lebenden Frauen ist.
Der Film wurde im Südwesten und Osten Äthiopiens gedreht und erzählt dokumentarisch die Geschichte von vier jungen äthiopischen Frauen während und teils auch nach ihrer Schwangerschaft: Kediga, Fatya, Meseret und Misra. Aufgrund der mangelnden medizinischen Versorgung kommt es in der Region häufig zu Fehlgeburten oder gesundheitlichen Problemen. Viele Frauen leiden in Folge einer komplizierten Geburt beispielsweise unter schmerzhaften Fisteln.
Kediga, die lange an solchen Fisteln litt, hat es sich nun zur Aufgabe gemacht hat, andere Frauen über die Ursachen der Krankheit und präventive Maßnahmen aufzuklären. Fatya besucht die Schule, wofür sie große Entbehrungen auf sich nehmen muss. Sie hofft, ihrem Sohn ein besseres Leben zu ermöglichen. Meseret ist eine schwangere Frau, deren Entbindung der dramatische Höhepunkt des Filmes ist. Die vierte Frau ist die an Fisteln erkrankte junge Misra, die dringend eine Operation benötigt.

## Hintergrund
Die Premiere des Filmes fand im April 2013 in Berlin statt. Obwohl der Film die Missstände in Äthiopien anprangert, sollte er laut Tschirner eine „beschwingte“ Tonalität haben.

## Kritiken
„Nora Tschirner und Natalie Beer kommentieren nicht. Es gibt kein Voice Over, das uns die Lage in Äthiopien erklärt. Diese Aufgabe übernehmen durchgehend die Protagonistinnen, so dass sich für den Zuschauer das Gesamtbild nach und nach wie ein Puzzle zusammensetzt. So aber bleibt Raum für eigenen Überlegungen und Reflektionen. Zudem verzichten Tschirner und Beer auf eine Dramatisierung ihrer Bilder durch Musik. Sie setzen die Ereignisse nicht in Szene, sie beobachten lediglich und lassen uns daran teilhaben.“